# Абашіспірі
Абашіспірі (груз. აბაშისპირი) — село в Грузії.
За даними перепису населення 2014 року в селі проживає 262 особи.